# CFE CFE738
Le CFE738 est un petit turbofan à fort taux de dilution produit par la CFE Company (en) pour équiper les avions d'affaires ou courts-courriers. Il est utilisé par le Falcon 2000 de Dassault Aviation.

## Conception et développement
Le succès du développement du générateur de gaz du GE27/GLC38 des années 1980 mena à la formation de la compagnie CFE, par General Electric et la division division moteurs Garrett d'AlliedSignal, en 1987.
Le CFE738 consiste en une soufflante à un étage, entraînée par une turbine basse-pression à 3 étages, et un compresseur haute-pression, combinant 5 étages axiaux et un centrifuge, entraîné par une turbine haute-pression à 2 étages. Le moteur possède un taux de compression de 35 pour 1, ce qui est extrêmement élevé pour un moteur disposant d'un compresseur centrifuge. Le taux de dilution est de 5,3 et la poussée maximale produite au décollage est de 36,32 kN.

## Applications
- Dassault Falcon 2000